# Jeremy Hunt

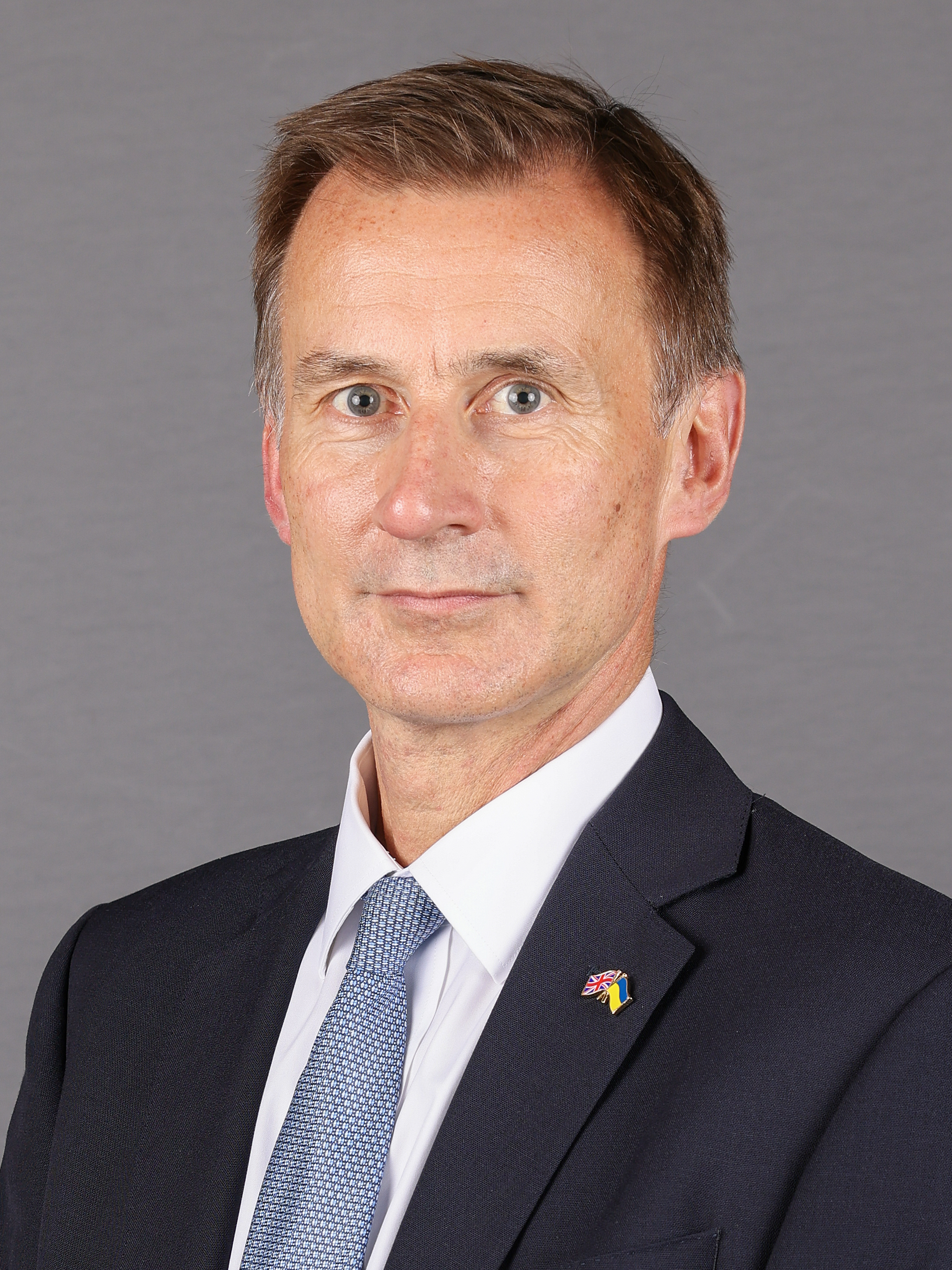
Jeremy Hunt (2022)

Jeremy Richard Streynsham Hunt (* 1. November 1966 in Godalming, Surrey) ist ein britischer Politiker der Conservative Party. Er ist seit 2005 Abgeordneter des Unterhauses (House of Commons) für den Wahlkreis South West Surrey. Vom 14. Oktober 2022 bis 15. Juli 2024 war er britischer Finanzminister, erst im Kabinett Truss und danach im Kabinett Sunak.
Hunt war ab Mai 2010 Minister für Kultur, Olympia, Medien und Sport (Secretary of State for Culture, Olympics, Media and Sport). Anschließend führte er ab September 2012 das Gesundheitsressort. Vom 9. Juli 2018 bis 24. Juli 2019 war er britischer Außenminister.

## Biografie

### Studium und berufliche Tätigkeiten
Nach dem Besuch der traditionsreichen und elitären Charterhouse School studierte der Sohn von Nicholas Hunt, seinerzeit Commander-in-Chief Fleet der Royal Navy, am Magdalen College der University of Oxford und erwarb dort einen Abschluss im Studiengang Philosophy, Politics and Economics. Während seines Studiums war er außerdem 1987 Präsident der Oxford University Conservative Association.
Nach Beendigung des Studiums war er zunächst Unternehmensberater, ehe er als Lehrer für die englische Sprache in Japan tätig war; in dieser Zeit erlernte er die japanische Sprache. Nach seiner Rückkehr nach Großbritannien wurde er Mitarbeiter und Anteilseigner der Public-Relations-Firma Profile PR, die während der Informationstechnologie-Hochkonjunktur große Gewinne erzielte. Später verkaufte er zusammen mit seinem Jugendfreund Mike Elms die Anteile an dieser Firma und gründete stattdessen sein eigenes Unternehmen Hotcourses. Dieses Unternehmen, das heute mehr als 230 Mitarbeiter hat, wuchs zum größten Unternehmen Großbritanniens bei der Veröffentlichung von Ratgebern und Webseiten zum Herausfinden der passenden Schule, College, Universität oder Studiengang.

### Unterhausabgeordneter und Minister
Seine politische Laufbahn begann Hunt als Kandidat der Conservative Party bei den Wahlen im Mai 2005, als er erstmals zum Abgeordneten des Unterhauses (House of Commons) gewählt wurde und in diesem seitdem den Wahlkreis South West Surrey vertritt.
Bereits im Dezember 2005 wurde er außerdem zum Mitglied des konservativen Schattenkabinetts berufen und war dort zunächst „Schattenminister“ für Menschen mit Behinderungen. Anschließend war er zwischen Juli 2007 und Mai 2010 „Schattenminister“ für Kultur, Olympia, Medien und Sport.
Nach dem Wahlsieg der Conservative Party bei den Unterhauswahlen 2010 wurde er am 12. Mai 2010 von Premierminister David Cameron zum Minister für Kultur, Olympia, Medien und Sport in dessen erstes Kabinett berufen und, entsprechend dieser Stellung, am 13. Mai 2010 Mitglied des Privy Council. Der Kultur- und Sportminister galt als Verfechter der Auffassung, dass alle Bereiche von Kultur, Medien und Sport eine Schlüsselrolle in der Qualität der persönlichen Lebensgestaltung spielen. Entsprechend bemühte er sich um eine Finanzierung der Olympischen Sommerspiele 2012 ohne Kürzung der Mittel für den Breitensport.
Nach dem Rücktritt von Boris Johnson aufgrund eines Disputs über die Brexit-Strategie wurde Hunt am 9. Juli 2018 zum neuen Außenminister des Vereinigten Königreiches ernannt.
Nach dem Rücktritt von Theresa May als Parteiführerin im Frühjahr 2019 bewarb sich Hunt um diesen Posten, unterlag jedoch Johnson sowohl bei der Vorausscheidung in der Unterhausfraktion als auch in der Urabstimmung aller Parteimitglieder.
Nach der Rücktrittserklärung Boris Johnsons bewarb sich Hunt erneut um den Parteivorsitz und das Premierministeramt. Er schied jedoch schon in der ersten Abstimmungsrunde am 13. Juli 2022 als Kandidat mit der geringsten Stimmenzahl von den acht Bewerbern aus.
Am 14. Oktober 2022 wurde Hunt nach der Entlassung von Kwasi Kwarteng zum britischen Finanzminister im Kabinett von Premierministerin Liz Truss ernannt. Dieses Amt bekleidete er bis zum Ende der Regierung auch unter Premierminister Rishi Sunak. Laut des nachfolgenden Kabinetts Starmer seien unter Hunt ungedeckte Mehrausgaben im Staatshaushalt von 20 Milliarden GBP entstanden.

## Privates
Hunt ist mit Lucia Guo verheiratet, die er 2008 an der Universität Warwick kennenlernte. Seine Frau stammt aus Xi’an in der zentralchinesischen Provinz Shaanxi. Das Ehepaar hat drei gemeinsame Kinder.